# Taşkın Çalış
Taşkın Çalış (Bonn, 25 luglio 1993) è un calciatore tedesco naturalizzato turco, centrocampista del Nazilli Belediyespor.

## Carriera

### Club
Cresciuto nel settore giovanile del Borussia Mönchengladbach, nel 2011 viene acquistato dal Gaziantepspor, con cui esordisce in Süper Lig il 4 gennaio 2012, in occasione dell'incontro vinto per 1-0 contro l'Antalyaspor. Nel gennaio 2014 viene ceduto al Bursaspor, con cui conclude la stagione 2013-2014 con ulteriori quattro presenze in campionato. Sempre nell'estate del 2014 si trasferisce all'Akhisar Belediyespor, rimanendo poi svincolato nel marzo 2015, dopo aver totalizzato solamente sei presenze, di cui una in campionato e cinque in coppa. Negli anni seguenti si è alternato giocando per squadre tra la seconda e la terza divisione turca.

### Nazionale
Ha rappresentato le nazionali giovanili turche; inoltre nel 2013 ha preso parte al Mondiale Under-20.

## Statistiche

### Presenze e reti nei club
Statistiche aggiornate al 21 gennaio 2023.
| Stagione                    | Squadra                     | Campionato                  | Campionato | Campionato | Coppe nazionali | Coppe nazionali | Coppe nazionali | Coppe continentali | Coppe continentali | Coppe continentali | Altre coppe | Altre coppe | Altre coppe | Totale | Totale |
| Stagione                    | Squadra                     | Comp                        | Pres       | Reti       | Comp            | Pres            | Reti            | Comp               | Pres               | Reti               | Comp        | Pres        | Reti        | Pres   | Reti   |
| --------------------------- | --------------------------- | --------------------------- | ---------- | ---------- | --------------- | --------------- | --------------- | ------------------ | ------------------ | ------------------ | ----------- | ----------- | ----------- | ------ | ------ |
| 2011-2012                   | Gaziantepspor               | SL                          | 1          | 0          | CT              | 0               | 0               | UEL                | 0                  | 0                  |             | -           | -           | 1      | 0      |
| 2012-2013                   | Gaziantepspor               | SL                          | 20         | 0          | CT              | 3               | 0               |                    | -                  | -                  |             | -           | -           | 23     | 0      |
| 2013-gen. 2014              | Gaziantepspor               | SL                          | 8          | 0          | CT              | 1               | 0               |                    | -                  | -                  |             | -           | -           | 9      | 0      |
| Totale Gaziantepspor        | Totale Gaziantepspor        | Totale Gaziantepspor        | 29         | 0          |                 | 4               | 0               |                    | 0                  | 0                  |             | -           | -           | 33     | 0      |
| gen.-giu. 2014              | Bursaspor                   | SL                          | 4          | 0          | CT              | -               | -               | UEL                | -                  | -                  |             | -           | -           | 4      | 0      |
| 2014-mar. 2015              | Akhisar Belediyespor        | SL                          | 1          | 0          | CT              | 5               | 0               |                    | -                  | -                  |             | -           | -           | 6      | 0      |
| 2015-2016                   | Gümüşhanespor               | 2L                          | 27+5       | 5+2        | CT              | 1               | 0               |                    | -                  | -                  |             | -           | -           | 33     | 7      |
| 2016-2017                   | Gümüşhanespor               | 2L                          | 31+5       | 7+1        | CT              | 4               | 0               |                    | -                  | -                  |             | -           | -           | 40     | 8      |
| Totale Gümüşhanespor        | Totale Gümüşhanespor        | Totale Gümüşhanespor        | 58+10      | 12+3       |                 | 5               | 0               |                    | -                  | -                  |             | -           | -           | 73     | 15     |
| 2017-2018                   | Menemen Belediyespor        | 2L                          | 33+2       | 7+1        | CT              | 0               | 0               |                    | -                  | -                  |             | -           | -           | 35     | 8      |
| 2018-2019                   | Menemen Belediyespor        | 2L                          | 32         | 7          | CT              | 3               | 0               |                    | -                  | -                  |             | -           | -           | 35     | 7      |
| 2019-2020                   | Menemen Belediyespor        | 1L                          | 27         | 3          | CT              | 1               | 1               |                    | -                  | -                  |             | -           | -           | 28     | 4      |
| 2020-gen. 2021              | Menemen Belediyespor        | 1L                          | 15         | 1          | CT              | 1               | 0               |                    | -                  | -                  |             | -           | -           | 16     | 1      |
| Totale Menemen Belediyespor | Totale Menemen Belediyespor | Totale Menemen Belediyespor | 107+2      | 18+1       |                 | 5               | 1               |                    | -                  | -                  |             | -           | -           | 114    | 20     |
| gen.-giu. 2021              | Balıkesirspor               | 1L                          | 14         | 4          | CT              | -               | -               |                    | -                  | -                  |             | -           | -           | 14     | 4      |
| 2021-2022                   | Keçiörengücü                | 1L                          | 24         | 0          | CT              | 1               | 0               |                    | -                  | -                  |             | -           | -           | 25     | 0      |
| 2022-2023                   | Bucaspor 1928               | 2L                          | 19         | 1          | CT              | 1               | 0               |                    | -                  | -                  |             | -           | -           | 20     | 1      |
| Totale carriera             | Totale carriera             | Totale carriera             | 268        | 39         |                 | 21              | 1               |                    | 0                  | 0                  |             | -           | -           | 289    | 40     |